# Kup maršala Tita 1948.
Kup maršala Tita 1948., također poznat kao Kup Jugoslavije u nogometu 1948., bila je druga sezona Kupa Jugoslavije u nogometu nakon Drugog svjetskog rata.

U kvalifikacijama koje su vodili republički savezi, a koje su počele sredinom lipnja, sudjelovalo je 1760 ekipa; 72 kluba je stiglo do stvarnog kupa (kojim je upravljao FSJ), koji se igrao od 24. listopada do 29. studenoga 1948.
Titulu je branio Partizan koji je u ovoj sezoni osvojio prvenstvo te bio finalist kupa.
Titulu je osvojila Crvena zvezda koja je u finalu svladala Partizan. Crvenoj zvezdi je to bio prvi naslov u ovom natjecanju.

## Turnir
Natjecanje po republikama započelo je sredinom lipnja, finalni dio 24. listopada, dok se finalna utakmica odigrala 29. studenog 1948. godine.

U ranijim fazama nije bilo iznenađenja. Tek u drugom kolu završnih natjecanja Napredak iz Kruševca eliminirao je sarajevski Željezničar (nakon produžetaka), a šabačko Podrinje svladalo je mostarski Velež s 2:1.

U osmini finala bilo je dosta iznenađenja. Karakteristična je i ujednačenost protivnika: polovica utakmica završila je neriješenim rezultatom u regularnom tijeku, a produžeci su samo u jednom susretu donijeli pobjednika. U tri slučaja odlučeno je ždrijebom. Poraz Hajduka u Splitu (0:2) protiv Budućnosti iz Titograda bio je veliko iznenađenje.

U četvrtfinale su se plasirali: Crvena zvezda, Partizan, Dinamo i Naša krila. Parovi su određeni ždrijebom: Partizan – Dinamo i Crvena zvezda – Naša krila.

U prvom susretu ni nakon produžetaka nije bilo pobjednika, pa je ždrijebom odlučeno da dalje ide Partizan.

Ni Crvena zvezda nije imala lak posao, ali je nakon teške borbe i puno golova slavila rezultatom 4:3.

U finalu su se susrela dva najbolja tima u tom trenutku, Crvena zvezda i Partizan. Iako se utakmica igrala po blatnjavom terenu, igra je bila izvanredna. Crvena zvezda je za samo trideset i šest minuta postigla tri gola i osigurala pobjedu.

## Sistem natjecanja
U početnom eliminacijskom dijelu sudjelovalo je 1760 klubova, od kojih su se 72 plasirala u završni dio. Sudjelovala su 52 republička predstavnika, 10 klubova Druge lige Jugoslavije i 10 klubova Prve lige Jugoslavije:
- 23 kluba iz NR Srbije,
- 18 klubova iz NR Hrvatske,
- 18 klubova (po 9 klubova) iz NR Bosne i Hercegovine i NR Slovenije,
- 8 klubova iz NR Makedonije,
- 4 kluba iz NR Crne Gore
- 1 klub iz Slobodnog Teritorija Trsta.

Parovi su određivani ždrijebom. Igrala se jedna utakmica, a u slučaju neriješenog rezultata na kraju utakmice igrali su se produžeci, a ako bi rezultat i poslije toga bio neriješen, pobjednik se odlučivao ždrijebom.
U prvom kolu sudjelovala su 52 kluba republičkih predstavnika.
U drugom kolu sudjelovala su 36 kluba:
- 26 pobjednika iz prvog kola
- 10 predstavnika Druge lige

U trećem kolu sudjelovala su 24 kluba:
- 18 pobjednika iz drugog kola
- 6  predstavnika Prve lige plasiranih od 5. – 10. mjesta

U šesnaestini finala igralo je 16 klubova:
- 12 pobjednika iz trećeg kola
- 4 predstavnika Prve lige plasiranih od 1. – 4. mjesta

## Sudionici
Regionalna faza započela je 26. lipnja u svim republikama, a na nacionalnoj fazi ekipe su bile raspoređene na sljedeći način: 16 iz Srbije, 12 iz Hrvatske, po 8 iz Slovenije i Bosne i Hercegovine, 6 iz Makedonije i 3 iz Crne Gore. Nacionalna faza započela je 24. listopada s ova 52 sudionika:
| rang         | STT        | Slovenija                                                                             | Hrvatska | Bosna i Hercegovina                                                                       | Srbija                                                                | Srbija | Srbija   | Crna Gora                                         | Makedonija                                           |
| rang         | STT        | Slovenija                                                                             | Hrvatska | Bosna i Hercegovina                                                                       | Vojvodina                                                             | Središnja Srbija | Kosovo   | Crna Gora                                         | Makedonija                                           |
| ------------ | ---------- | ------------------------------------------------------------------------------------- | --- | ----------------------------------------------------------------------------------------- | --------------------------------------------------------------------- | --- | -------- | ------------------------------------------------- | ---------------------------------------------------- |
| 1. rang      | - Ponziana |                                                                                       | - Dinamo Zagreb - Hajduk Split - Lokomotiva Zagreb                                                                  |                                                                                           | - Sloga Novi Sad                                                      | - Crvena zvezda - Metalac Beograd - Naša krila - Partizan                                                                |          | - Budućnost                                       |                                                      |
| 2. rang      |            | - Odred Ljubljana                                                                     | - Metalac Zagreb - Mornar Split - Proleter Osijek                                                                   | - Sarajevo                                                                                | - Dinamo Pančevo - Spartak Subotica                                   | - Podrinje Šabac |          |                                                   | - Dinamo Skoplje - Vardar Skoplje                    |
| 3. rang      |            | - Kladivar Celje - Nafta - Rudar Trbovlje - Železničar Ljubljana - Železničar Maribor | - Kvarner Rijeka - Naprijed Sisak - Slaven Borovo - Tekstilac Varaždin - Zagreb                                     | - Borac Banja Luka - Proleter Teslić - Rudar Kakanj - Velež Mostar - Željezničar Sarajevo | - Sloboda Subotica - Srem                                             | - Napredak Kruševac |          | - Bokelj Kotor - Jakić Pljevlja - Sutjeska Nikšić | - Goce Delčev - Ohrid - Rabotnik Bitola - Šar Tetovo |
| Niži rangovi |            | - Garnizon JNA Radovljica - Gorica - Tržič                                            | - Dinara Knin - Garnizon JNA Đurđenovac - Lokomotiva Novska - Nehaj Senj - Sloga Đurđenovac - Solin - Zmaj Makarska | - Podgrmeč - Sloboda Tuzla - Sloga Doboj                                                  | - Bečej - Braća Stefanović - Jedinstvo B. Topola - Jedinstvo Novi Sad | - Borac Bivolje - Branko Paraćin - Čajka Trstenik - Granap Beograd - Garnizon JNA Niš - Jedinstvo Zemun - Rudar Kostolac | - Trepča |                                                   | - Garnizon JNA Skoplje - Garnizon JNA Strumica       |

## Prvo kolo
Utakmice su odigrane 24. listopada 1948. godine
| Domaći sastav              |   | Gostujući sastav            | Rezultat    | Napomene  |
| -------------------------- | - | --------------------------- | ----------- | --------- |
| Sloga (Doboj)              | – | Proleter (Teslić)           | 2:1         |           |
| Jedinstvo (Zemun)          | – | Jedinstvo (Novi Sad)        | 3:2         |           |
| Borac (Banja Luka)         | – | Sloboda (Tuzla)             | 4:2 (prod.) |           |
| Željezničar (Sarajevo)     | – | Garnizon JNA (Skoplje)      | 4:1         |           |
| Zmaj (Makarska)            | – | Cement (Solin)              | 4:0         |           |
| Željezničar (Ljubljana)    | – | FD Tržič (Tržič)            | 2:0         |           |
| Rudar (Trbovlje)           | – | Tekstilac (Varaždin)        | 4:1         |           |
| Rabotnik (Bitolj)          | – | Garnizon JNA (Niš)          | 1:3         |           |
| Kvarner (Rijeka)           | – | Dinara (Knin)               | 4:0         |           |
| Srem (Srijemska Mitrovica) | – | Branko (Paraćin)            | 3:5         |           |
| Nehaj (Senj)               | – | FD Zagreb (Zagreb)          | 2:4 (prod.) |           |
| Jovan Crveni (Stari Bečej) | – | Slaven (Borovo)             | 1:2         |           |
| FD Ohrid (Ohrid)           | – | Trepča (Kosovska Mitrovica) | 2:1         |           |
| Šar (Tetovo)               | – | Goce Delčev (Prilep)        | 4:0         |           |
| Jedinstvo (Bačka Topola)   | – | Lokomotiva (Novska)         | 8:1         |           |
| Velež (Mostar)             | – | Sutjeska (Nikšić)           | 2:1         |           |
| Braća Stefanović (Izbište) | – | Granap (Beograd)            | 2:5         |           |
| Podgrmeč (Sanski Most)     | – | Rudar (Kakanj)              |             | par forfe |
| Bokelj (Kotor)             | – | Jakić (Pljevlja)            | 3:1         |           |
| Naprijed (Sisak)           | – | Željezničar (Maribor)       | 4:2         |           |
| Kladivar (Celje)           | – | FD Gorica (Gorica)          | 0:2         |           |
| Napredak (Kruševac)        | – | Garnizon JNA (Strumica)     | 7:0         |           |
| Sloboda (Subotica)         | – | Čajka (Trstenik)            | 2:1         |           |
| Rudar (Kostolac)           | – | Borac (Bivolje)             | 2:0         |           |
| Garnizon JNA (Radovljica)  | – | Nafta (Donja Landava)       |             | par forfe |
| Sloga (Đurđenovac)         | – | Garnizon JNA (Đurđenovac)   | 6:1         |           |

## Drugo kolo
Ulazi 10 drugoligaša. Utakmice su odigrane 31. listopada 1948. godine
| Domaći sastav            |   | Gostujući sastav          | Rezultat    | Napomene               |
| ------------------------ | - | ------------------------- | ----------- | ---------------------- |
| Naprijed (Sisak)         | – | Spartak (Subotica)        | 1:4         |                        |
| Sloboda (Subotica)       | – | Jedinstvo (Zemun)         | 3:4         |                        |
| Napredak (Kruševac)      | – | Željezničar (Sarajevo)    | 2:1         |                        |
| Dinamo (Skoplje)         | – | Slaven (Borovo)           | 1:0         |                        |
| Podrinje (Šabac)         | – | Velež (Mostar)            | 2:1         |                        |
| Branko (Paraćin)         | – | Vardar (Skoplje)          | 0:4         |                        |
| Rudar (Trbovlje)         | – | Sloga (Đurdenovac)        | 4:0         |                        |
| Podgrmeč (Sanski Most)   | – | FD Zagreb (Zagreb)        | 0:3         |                        |
| SDM Sarajevo (Sarajevo)  | – | Željezničar (Ljubljana)   | 3:2         |                        |
| Šar (Tetovo)             | – | FD Ohrid (Ohrid)          | 1:0         |                        |
| Kvarner (Rijeka)         | – | FD Gorica (Gorica)        | 5:4         |                        |
| Bokelj (Kotor)           | – | Mornar (Split)            | 0:3         |                        |
| Proleter (Osijek)        | – | Granap (Beograd)          | 3:0         |                        |
| Borac (Banja Luka)       | – | Enotnost (Ljubljana)      | 1:2         |                        |
| Jedinstvo (Bačka Topola) | – | Dinamo (Pančevo)          | 3:4 (prod.) |                        |
| Sloga (Doboj)            | – | Garnizon JNA (Radovljica) | 1:1 (prod.) | ždrijebom Garnizon JNA |
| Zmaj (Makarska)          | – | Metalac (Zagreb)          | 0:4         |                        |
| Garnizon JNA (Niš)       | – | Rudar (Kostolac)          | 3:2 (prod.) |                        |

## Treće kolo
Iz Prve lige ulazi 6 članova (iz donjeg djela tabele): Metalac (Beograd), Naša krila (Zemun), Lokomotiva (Zagreb), Budućnost (Titograd), Ponziana (Trst) i Sloga (Novi Sad). Utakmice su odigrane 7. studenog 1948. godine
| Domaći sastav           |   | Gostujući sastav          | Rezultat    | Napomene         |
| ----------------------- | - | ------------------------- | ----------- | ---------------- |
| Naša krila (Zemun)      | – | Enotnost (Ljubljana)      | 2:1         |                  |
| Jedinstvo (Zemun)       | – | Napredak (Kruševac)       | 2:4         |                  |
| Kvarner (Rijeka)        | – | Ponziana (Trst)           | 2:3         |                  |
| Lokomotiva (Zagreb)     | – | Garnizon JNA (Radovljica) | 4:0         |                  |
| Dinamo (Pančevo)        | – | Metalac (Beograd)         | 0:2         |                  |
| Proleter (Osijek)       | – | Dinamo (Skoplje)          | 5:1         |                  |
| Spartak (Subotica)      | – | Vardar (Skoplje)          | 2:1         |                  |
| Rudar (Trbovlje)        | – | FD Zagreb (Zagreb)        | 0:0 (prod.) | ždrijebom Zagreb |
| Garnizon JNA (Niš)      | – | Metalac (Zagreb)          | 2:4 (prod.) |                  |
| SDM Sarajevo (Sarajevo) | – | Mornar (Split)            | 2:1 (prod.) |                  |
| Sloga (Novi Sad)        | – | Podrinje (Šabac)          | 5:2         |                  |
| Budućnost (Titograd)    | – | Šar (Tetovo)              |             | par forfe        |

## Osmina završnice
Ulaze velike četvorke (Dinamo, Partizan, Hajduk i Crvena zvezda). Utakmice su odigrane 14. studenog 1947. godine
| Domaći sastav           |   | Gostujući sastav     | Rezultat    | Napomene                   |
| ----------------------- | - | -------------------- | ----------- | -------------------------- |
| SDM Sarajevo (Sarajevo) | – | Lokomotiva (Zagreb)  | 0:0 (prod.) | ždrijebom Lokomotiva       |
| Proleter (Osijek)       | – | Partizan (Beograd)   | 2:3         |                            |
| Metalac (Beograd)       | – | Metalac (Zagreb)     | 1:1 (prod.) | ždrijebom Metalac (Zagreb) |
| FD Zagreb (Zagreb)      | – | Dinamo (Zagreb)      | 3:4         |                            |
| Napredak (Kruševac)     | – | Ponziana (Trst)      | 1:1 (prod.) | ždrijebom Napredak         |
| Crvena zvezda (Beograd) | – | Spartak(Subotica)    | 5:1         |                            |
| Sloga (Novi Sad)        | – | Naša krila (Zemun)   | 4:8 (prod.) |                            |
| Hajduk (Split)          | – | Budućnost (Titograd) | 0:2         |                            |

## Četvrtzavršnica
Utakmice su odigrane 21. studenog 1947. godine
| Domaći sastav       |   | Gostujući sastav        | Rezultat | Napomene |
| ------------------- | - | ----------------------- | -------- | -------- |
| Lokomotiva (Zagreb) | – | Partizan (Beograd)      | 0:2      |          |
| Metalac (Zagreb)    | – | Dinamo (Zagreb)         | 1:5      |          |
| Napredak (Kruševac) | – | Crvena zvezda (Beograd) | 1:4      |          |
| Naša krila (Zemun)  | – | Budućnost (Titograd)    | 4:1      |          |

## Poluzavršnica
Utakmice su odigrane 28. studenog 1947. godine
| Domaći sastav           |   | Gostujući sastav   | Rezultat    | Napomene           |
| ----------------------- | - | ------------------ | ----------- | ------------------ |
| Partizan (Beograd)      | – | Dinamo (Zagreb)    | 3:3 (prod.) | ždrijebom Partizan |
| Crvena zvezda (Beograd) | – | Naša krila (Zemun) | 4:3         |                    |

## Završnica
Prije finala odigrana je i utakmica za treće mjesto u kojoj je Dinamo Zagreb slavio s 5:1 nad Našim krilima.
|                         |   |                    | Rezultat | Napomene     |
| ----------------------- | - | ------------------ | -------- | ------------ |
| Dinamo (Zagreb)         | – | Naša krila (Zemun) | 5:1      | za 3. mjesto |
| Crvena zvezda (Beograd) | – | Partizan (Beograd) | 3:0      | za 1. mjesto |

### Susret
| 29. studenog 1948.              |             |          |                                                                                   |
| Crvena zvezda                   | 3:0         | Partizan | Stadion Crvena zvezda, Beograd Broj gledatelja: 30.000 Sudac: Leo Lemešić (Split) |
| Vukosavljević 22' 36' Mitić 30' | (izvještaj) |          | Stadion Crvena zvezda, Beograd Broj gledatelja: 30.000 Sudac: Leo Lemešić (Split) |

| CRVENA ZVEZDA:     |   |                         |
|                    |   |                         |
| VRA                | 1 | Srđan Mrkušić           |
|                    |   | Branko Stanković        |
|                    |   | Milenko Drakulić        |
|                    |   | Dimitrije Tadić         |
|                    |   | Milivoje Đurđević       |
|                    |   | Predrag Đajić           |
|                    |   | Jovan Cokić             |
|                    |   | Rajko Mitić             |
|                    |   | Kosta Tomašević         |
|                    |   | Bela Palfi              |
|                    |   | Branislav Vukosavljević |
| Trener:            |   |                         |
| Svetislav Glišović |   |                         |

| PARTIZAN:   |   |                        |
|             |   |                        |
| VRA         | 1 | Franjo Šoštarić        |
|             |   | Vladimir Firm          |
|             |   | Miomir Petrović        |
|             |   | Zlatko Čajkovski       |
|             |   | Milorad Jovanović      |
|             |   | Lajoš Jakovetić        |
|             |   | Prvoslav Mihajlović    |
|             |   | Božidar Drenovac       |
|             |   | Stjepan Bobek          |
|             |   | Aleksandar Atanacković |
|             |   | Kiril Simonovski       |
| Trener:     |   |                        |
| Illés Spitz |   |                        |

## Poveznice
- Prva savezna liga 1948./49.
- Druga savezna liga 1948./49.
- 3. ligaški rang 1948./49.

## Vanjske poveznice
- RSSSF
- Jugoslavija - Detalji finala Kupa 1947.-2001
- exyufudbal.in.rs
- lavkup.com